# Воля-Скшидлянська
Воля-Скшидлянська (пол. Wola Skrzydlańska) — село в Польщі, у гміні Добра Лімановського повіту Малопольського воєводства.
Населення — 355 осіб (2011).

## Демографія
Демографічна структура станом на 31 березня 2011 року:
|          | Загалом | Допрацездатний вік | Працездатний вік | Постпрацездатний вік |
| -------- | ------- | ------------------ | ---------------- | -------------------- |
| Чоловіки | 187     | 37                 | 126              | 24                   |
| Жінки    | 168     | 39                 | 90               | 39                   |
| Разом    | 355     | 76                 | 216              | 63                   |